# Nick Leeson
Nicholas Leeson (ur. 25 lutego 1967) – były makler handlujący instrumentami pochodnymi, którego działania doprowadziły do bankructwa najstarszego angielskiego banku inwestycyjnego Barings Bank.
Leeson zaczął w tajemnicy spekulować na rynku instrumentów pochodnych w 1992 roku, będąc maklerem w singapurskim oddziale Barings, dokąd został oddelegowany z powodu toczącego się przeciwko niemu w Londynie postępowania sądowego. Do jednego z jego głównych zadań należało m.in. dokonywanie bezpiecznych transakcji arbitrażowych w kontrakty futures na indeks giełdy japońskiej Nikkei 225. Ponieważ indeks był notowany w dwóch miastach: Singapurze i Osace, występowały niewielkie różnice między wartościami indeksu na tych giełdach, co było dogodną sytuacją do kupna kontraktu terminowego na jednej giełdzie i sprzedaży kontraktu na drugiej, zarabiając na różnicy w cenach. Jednak Leeson zaczął wdrażać serię niebezpiecznych strategii. W celu zatarcia śladów swoich działań stosował wewnętrzny numer banku 88888 (w chińskiej numerologii uważany za wyjątkowo szczęśliwy). Pod koniec 1992 r. jego straty wynosiły ponad 2 mln £ i wzrosły do 208 mln £ pod koniec 1994 r. Początek końca nastąpił 16 stycznia 1995 r., kiedy Leeson dokonał bardzo ryzykownej transakcji stelażowej (rodzaj krótkiej sprzedaży) w opcje na indeks Nikkei 225. Założył on, że wartość indeksu nie zmieni się z dnia na dzień i utrzyma się na poziomie 19 000 punktów. Jednak następnego dnia, z powodu trzęsienia ziemi w Kōbe, na rynku nastąpiły gwałtowne spadki, powodujące jeszcze większe straty maklera. Leeson próbował zminimalizować straty dokonując serii niezwykle ryzykownych, niezabezpieczonych inwestycji. Tym razem założył, że na rynku nastąpi gwałtowne odbicie, co jednak nie nastąpiło. Gdy Leeson postanowił w końcu zabezpieczyć się przed rosnącymi stratami, dokonał transakcji kompensacyjnej na japońską stopę procentową i obligacje rządowe, co nie przyniosło spodziewanego efektu. Zdając sobie sprawę z powagi sytuacji, zostawił wiadomość "I'm sorry" i uciekł z Singapuru.
Całkowite straty Leesona osiągnęły wartość 827 mln £, dwa razy więcej niż kapitał banku, i po ujawnieniu doprowadziły Barings do bankructwa. Bank został przejęty przez ING za symbolicznego funta.
Po ucieczce do Brunei, Malezji oraz następnie do Niemiec, Leeson został aresztowany i wydany z powrotem Singapurowi 2 marca 1995 r. Ponieważ miał upoważnienie na wykonanie transakcji stelażowej 16 stycznia, został posądzony o oszustwo swoich przełożonych co do wielkości ryzyka i skali inwestycji, chociaż część obserwatorów obwiniła bank za brak wewnętrznego audytu finansowego oraz praktyk zarządzania ryzykiem. Ukarany karą sześciu i pół roku więzienia, zwolniony w 1999 r. po stwierdzeniu raka okrężnicy, którego jednak przeżył mimo niekorzystnych prognoz lekarzy.
Leeson wrócił do Wielkiej Brytanii i opublikował autobiografię Rogue Trader, opisującą jego działania. Na podstawie książki powstał później film o tym samym tytule, z Ewanem McGregorem i Anną Friel w rolach głównych.
Nick Leeson mieszka aktualnie w Barna w hrabstwie Galway w zachodniej Irlandii. Podczas pobytu w więzieniu rozwiedziony, ożenił się ponownie i aktualnie jest regularnym gościem na sympozjach. W kwietniu 2005 r. został dyrektorem handlowym, a w listopadzie 2005 r. dyrektorem naczelnym klubu piłkarskiego Galway United.
23 czerwca 2005 opublikował nową książkę Back from the Brink: Coping with Stress.

## Publikacje
- Rogue Trader (1997) – ISBN 0-7515-1708-9
- Łajdak na giełdzie - Nick Leeson (1997) - ISBN 83-87014-11-7
- Back from the Brink: Coping with Stress  (2005) – ISBN 0-7535-1075-8